# Suma cifrelor

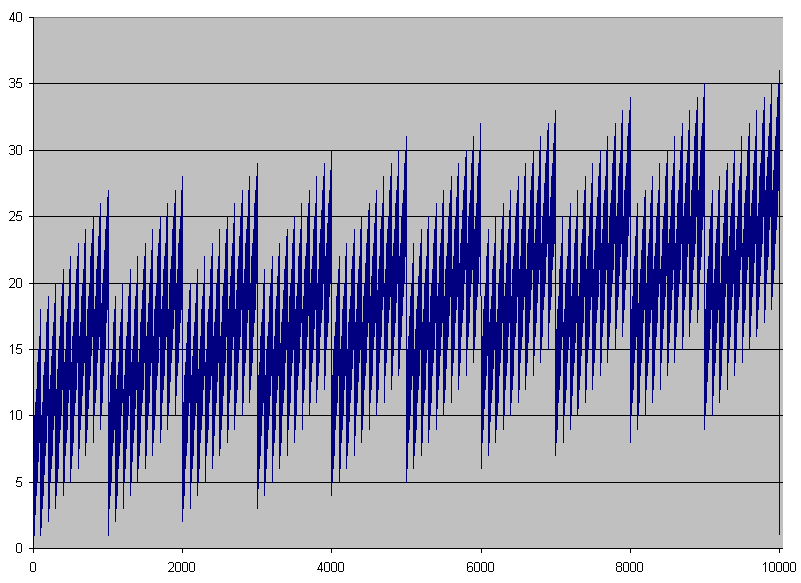
Suma cifrelor numerelor de la 1 la 10000

În matematică, suma cifrelor unui număr natural într-o anumită bază de numerație este suma tuturor cifrelor sale. De exemplu, suma cifrelor numărului zecimal {\displaystyle 9045} este {\displaystyle 9+4+5=18}.

## Definiție
Fie {\displaystyle n} un număr natural. Se definește suma cifrelor în baza {\displaystyle b>1} {\displaystyle F_{b}:\mathbb {N} \rightarrow \mathbb {N} } în modul următor:
{\displaystyle F_{b}(n)=\sum _{i=0}^{k-1}d_{i}}
unde {\displaystyle k=\lfloor \log _{b}{n}\rfloor +1} este numărul cifrelor lui {\displaystyle n} în baza {\displaystyle b}, iar
{\displaystyle d_{i}={\frac {n{\bmod {b^{i+1}}}-n{\bmod {b}}^{i}}{b^{i}}}}
este valoarea fiecărei cifre a numărului. 
De exemplu, în baza 10 suma cifrelor numărului 84001 este {\displaystyle F_{10}(84001)=8+4+0+0+1=13}.
pentru oricare două baze {\displaystyle 2\leq b_{1}<b_{2}} și pentru numere naturale {\displaystyle n} suficient de mari,
{\displaystyle \sum _{k=0}^{n}F_{b_{1}}(k)<\sum _{k=0}^{n}F_{b_{2}}(k)}.
În baza 10 suma cifrelor numerelor întregi 0, 1, 2, ... este cea de la On-Line Encyclopedia of Integer Sequences. Borwein & Borwein (1992) folosește o funcție generatoare a acestui șir de întregi (și a șirului analog pentru sumele numerelor binare) pentru a obține mai multe serii rapid convergente cu sume raționale și transcendente.

## Extensia pentru numerele întregi negative
Suma cifrelor poate fi extinsă la numerele întregi negative utilizând o reprezentare cu cifre cu semn pentru a reprezenta fiecare număr întreg.

## Aplicații
Conceptul sumei cifrelor este strâns legat — dar nefiind același lucru — de rădăcina digitală, care este rezultatul aplicării în mod repetat a operației de sumare a cifrelor până când valoarea rămasă are doar o singură cifră. Rădăcina digitală a oricărui număr întreg diferit de zero va fi un număr în intervalul 1-9, în timp ce suma cifrelor poate lua orice valoare. Sumele cifrelor și rădăcinile digitale pot fi utilizate pentru teste de divizibilitate rapide: un număr natural este divizibil cu 3 sau cu 9 dacă și numai dacă suma cifrelor sale (sau rădăcina digitală) este divizibilă cu 3, respectiv cu 9. Pentru divizibilitatea cu 9, acest test se numește „regula lui nouă” și stă la baza tehnicii proba cu nouă pentru verificarea calculelor.
Suma cifrelor, sub forma sumei de control, a fost o noțiune comună în algoritmii de verificare a operațiilor aritmetice ale vechilor calculatoare.
Suma cifrelor reprezentărilor în binar a unui număr este cunoscută sub numele de pondere Hamming. Algoritmii pentru efectuarea acestei operații au fost studiați și au fost incluși ca o operație cablată în unele arhitecturi de calculatoare și încorporați în unele limbaje de programare. Aceste operații sunt utilizate în aplicații de calcul, inclusiv criptografie, teoria codurilor și șah pe calculator.
Numerele harshad sunt definite în termeni de divizibilitate prin sumele cifrelor lor, iar numerele Smith sunt definite prin egalitatea sumelor cifrelor lor cu sumele cifrelor divizorilor lor primi.